# فهرست روزهای جهانی
1. روز جهانی تالاب‌ها به مناسبت روز ۲ فوریه ۱۹۷۱ که در شهر رامسر، ایران کنوانسیون تالابها (رامسر) به امضا رسید
2. روز جهانی آگاهی از لکنت زبان یک آبان ماه، بیست و دوم اکتبر، از سال ۱۹۹۸
3. روز آزادی مستندات آخرین چهارشنبهٔ ماه مارس
4. روز آزادی نرم‌افزار سومین شنبه ماه سپتامبر
5. روز برنامه‌نویس
6. روز بین‌المللی مبارزه با خشونت علیه زنان
7. روز جهانی آب
8. روز جهانی آزادی مطبوعات
9. روز جهانی اقیانوس‌ها
10. روز جهانی اهدای خون
11. روز جهانی ایدز
12. روز جهانی بدون دخانیات
13. روز جهانی بهداشت
14. روز جهانی بهداشت قاعدگی
15. روز جهانی پرستار
16. روز جهانی تای چی و چی کونگ
17. روز جهانی ترجمه
18. روز جهانی جوانان
19. روز جهانی چپ‌دست‌ها
20. روز جهانی حجاب
21. روز جهانی خنده
22. روز جهانی دموکراسی
23. روز جهانی دوستی
24. روز جهانی رادیو
25. روز جهانی ریشه‌کنی فقر
26. روز جهانی زبان مادری
27. روز جهانی زنان روستایی
28. روز جهانی سوادآموزی
29. روز جهانی شعر
30. روز جهانی عدم هرگونه مدارا با مثله کردن جنسی زنان
31. روز جهانی کارگر
32. روز جهانی کتاب
33. روز جهانی گربه
34. روز جهانی محیط زیست
35. روز جهانی مذهب
36. روز جهانی معلم
37. روز جهانی معماری
38. روز جهانی مهاجران
39. روز جهانی نوروز
40. روز جهانی وگن
41. روز جهانی همبستگی با مردم فلسطین
42. روز جهانی هواشناسی
43. روز حقوق بشر
44. روز زمین
45. روز قدس
46. روز کودک
47. روز معلم
48. روز یادآوری تراجنسیتی
49. روزهای جهانی یونسکو
50. روز جهانی کتاب کودک
51. روز جهانی مسجد